# Blastoconidio

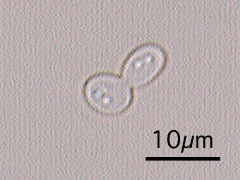
Candida albicans brotando para producir un blastoconidio.

Los blastoconidios, también llamados blastosporos, son esporas formadas por gemación, que son el resultado de la reproducción asexual de origen blástico; encontrada en una gran variedad de hongos, como del phylum Ascomycota o bien, también se pueden encontrar dentro de los Deuteromycotina. Se pueden encontrar aislados, en racimos o en cadenas. Los conidios de los ascomicetes son estructuras análogas a los conidios de los ficomicetes, puesto que en los primeros no derivan de esporangios, sino de un conidióforo.
Se encuentran presentes en las levaduras, un grupo de microorganismos que no está bien definido, además de ser un grupo muy heterogéneo. Pueden ser esféricas, ovaladas, elípticas, cilíndricas, triangulares o apiculadas. Se caracterizan por adoptar diferentes formas aun siendo de la misma especie, esto dependiendo del sustrato en el que se encuentre.

## Formación
Provienen de un tipo de conidio holoblástico, es decir, células conidiógenas poco diferenciadas. Se llegan a presentar por diferentes tipos de crecimiento blástico:
- Blástica-blástica: Es decir por una gemación, característica de las levaduras, que pocas veces se pueden llegar a reproducir por bipartición o fisión binaria.
- Blástica-acropeta: Donde se producen conidios en cadena por una gemación apical. Cabe mencionar, que el conidio más alejado es el más joven de la serie de conidios.
- Blástica-fialiíica: Se forman conidios en cadena por una sucesión rápida desde el extremo abierto de las células conidiógenas llamadas fiálides.
- Blástica anelídica: Se puede observar cuantas veces la célula conidiógena ha dado lugar a nuevos conidios y en qué lugares por la formación de cicatrices o anillos.
- Blástica-retrogresiva: Se forma un conidio en la punta de la hifa, debajo de este conidio se infla para producir un segundo conidio, a medida que la cadena de conidios se alarga, la hifa conidiógena se acorta.
- Blástica-sincrónica: Los conidios se forman a la vez, la célula mas hinchada, será la célula conidiógena.
- Blástica-simpodial: Cada nuevo apéndice formado, se convierte en un nuevo blastoconidio, y el crecimiento se presenta de forma apical.
- Conidiogénesis basauxica: Cadenas de color blanco de conidios cubren las hojas del huésped. Cada cadena tuvo una maduración gradual. El más antiguo en la punta y el más joven apenas diferenciado de la célula hifal cercano a ella.

Durante el desarrollo son involucradas ambas capas de las paredes celulares son continuas, un pequeño brote en la célula madre, provoca el adelgazamiento de la pared celular de la célula. Un núcleo queda en la célula madre, mientras que otro migra con el blastoconidio formado o también llamado, yema. Suelen producirse en gran cantidad en condiciones favorables para el hongo, o bien, cuando se encuentre ante un gran estrés.
Este brote va creciendo progresivamente gracias a la activación de la enzima sintetasa zimógeno (enzimas que solo son activadas bajo ciertas situaciones) hasta que desprende al nuevo organismo que será llamado blastoconidio. Las levaduras se pueden reproducir por un gemación única o múltiple, al crear gemaciones de manera repetida, se puede llegar a formar una cadena llamada pseudomicelio o pseudohifa. La célula madre queda con ciertas cicatrices, es por ello, que al observar las células podemos identificar en qué partes de la célula se ha dado lugar a la creación de blastoconidios y en qué zonas, además que en las zonas de separación, es donde se llega a presentar mayor cantidad de quitina, que en el resto de la célula, esto por la acumulación del polisacárido al momento de la formación del blastoconidio.

## Géneros que llegan a presentar blastoconidios
- Candida presenta blastoconidios únicos
- Saccharomyces presenta blastoconidios únicos
- Paracoccidioides brasilensis presenta blastoconidios múltiples
- Cladosporium puede llegar a presentar ambos
- Aureobasidium
- Torulopsis
- Kloeckera
- Thrichosporon
- Pityrisporum
- Bullera
- Sporobolomyces
- Arthrinium

Estos géneros son considerados como estados imperfectos de ascomicetes y basidiomicetes.

## Ontogenia conidial
Vuillemin comenzó con la clasificación de los hongos gracias a la ontogenia conidial y propuso diferentes tipos de esporas: talospora que son esporas que forman parte integral de la hifa (artrosporas, blastosporas, clamidosporas, aleuriosporas) y conidios verdades, esporas que se separan de la hifa que los produce. Sus propuestas no fueron adoptadas, ya que sus observaciones no fueron claras para usarlas. Inspiraron a Hughes para prestar mayor atención a los tipos de conidiogénesis, lo dividió en ocho secciones:
- Sección I

IA. Blastosporas: Esporas que son originadas por gemación y a su vez forman cadenas.
IIA. BLastosporas solitarias y botrioblastosporas. Las primeras, esporas formadas por gemación y las segundas también pero en dentrículos, formando racimos.
- Sección II.Botriosporas terminales
- Sección III. Clamidosporas
- Sección IV. Fialosporas
- Sección V. Artrosporas meristemáticas.
- Sección VI. Porosporas
- Sección VII. Artrosporas.
- Sección VII. Blastosporas meristemáticas. Esporas formadas por gemación en un conidióforo que se extiende a partir de una zona meristemática. (Conidioforo basauxico)

La clasificación de Hughes fue aceptada y autores como Tubaki, Subramanian, y Barron modificaron esta clasificación. Tubaki los dividió únicamente en blastospora, radulaspora, aleuriospora, fialospora, porospora y arthrospora. Barron en blastospora, botrioblastospora, simpodulospora, aleuriospora, annellospora, fialospora, arthrospora meristemica, porospora, arthrospora y blastospora meristemica. Por último Kendrick en 1971 los resumió en dos tipos principales de desarrollo conidial, denominados como tálico y blástico.
En el modo tálico, una célula ya existente como hifa o conidióforo, se transforma en un conidio. Por otra parte el conidio blástico se desarrolla a partir de una proporción de la célula conidiógena.
En la formación de un conidio holoblástico (blastosporas), todas las capas de la pared están involucradas en la síntesis de la pared conidial. Los conidios enteroblasticos, la capa externa de la pared es perforada y no contribuye en la síntesis de la pared del conidio que será formado.